# Théophile Kaboy
Théophile Kaboy Ruboneka (ur. 27 lutego 1941 w Bobandana) – kongijski duchowny rzymskokatolicki, w latach 2010–2019 biskup Goma.